# NGC 3850
NGC 3850 este o galaxie spirală situată în constelația Ursa Mare. A fost descoperită în 14 aprilie 1789 de către William Herschel. Se află la o distanță de 19,41 megaparseci de Pământ.